# Franc Hribar (patolog)
Franc(e) Hribar, slovenski patolog in univerzitetni profesor na medicinski fakulteti v Ljubljani, * 4. marec 1895, Liplje v Tuhinjski dolini, † 28. december 1967, Ljubljana.

## Življenjepis
Hribar je medicino študiral v Ljubljani in na Dunaju, kjer je leta 1924 tudi promoviral. Po službovanju na Inštitutu za anatomijo na Medicinski fakulteti v Ljubljani je bil dve leti v vojni mornarici v Boki Kotorski. V letih 1929-1930 se je na Dunaju specializiral za patologijo. Od leta 1930 do 1934 je bil vodja razteleševalnice v mariborski splošni bolnišnici, ter prav tam od 1936 do 1940 ravnatelj. Leta 1940 je postal prvi redni profesor za patologijo in predstojnik katedre ter inštituta za patologijo na Medicinski fakulteti v Ljubljani, kjer je delal do leta 1966.

## Stokovno delo
Hribar je iz neustrezne razteleševalnice ljubljanske splošne bolnišnice organiziral univerzitetni inštitut in pripravil učne pripomočke. Pri razvoju patologije v Sloveniji je opravil pionirsko delo in jo uveljavil kot osnovo klinične medicine ter z dolgoletnim pedagoškim delom ogromno prispeval k dobri medicinski izobrazbi slovenskih zdravnikov. Svoje delo in prispevke je strnil v prispevku Pomen in mesto patologije in potomorfologije v medicini (1955). Napisal je tudi prvi slovenski učbenik patologije Uvod v splošno in morfološko patologijo (1951), ki je obenem tudi pomemben prispevek k slovenski medicinski terminologiji.